# Nowa Wieś Wielka (Lidzbark Warmiński)
Nowa Wieś Wielka (deutsch Neuendorf bei Heilsberg) ist ein Ort in der polnischen Woiwodschaft Ermland-Masuren. Er gehört zur Landgemeinde Lidzbarsk Warmiński (Heilsberg) im Powiat Lidzbarski (Kreis Heilsberg).

## Geographische Lage
Nowa Wieś Wielka liegt im nördlichen Westen der Woiwodschaft Ermland-Masuren, acht Kilometer nordwestlich der Kreisstadt Lidzbark Warmiński (deutsch Heilsberg).

## Geschichte
Das einstige Neuendorf, erst nach 1820 Neuendorf bei Heilsberg (mit Zusatz) genannt, wurde 1874 als eine Landgemeinde in den neu errichteten Amtsbezirk Heilsberg im ostpreußischen Kreis Heilsberg eingegliedert. Mit der Bahnstation Neuendorf-Nerfken zählte Neuendorf im Jahre 1910 270 Einwohner. Im Jahre 1933 waren es dann 300 Einwohner, und im Jahre 1939 noch 290.
In Kriegsfolge kam 1945 das gesamte südliche Ostpreußen zu Polen. Das Heilsberger Neuendorf erhielt die polnische Namensform „Nowa Wieś Wielka“  und ist heute eine Ortschaft im Verbund der Gmina Lidzbark Warmiński (Landgemeinde Heilsberg) im Powiat Lidzbarski (Kreis Allenstein). 2021 zählte Nowa Wieś Wielka 126 Einwohner.

## Religion
Nowa Wieś Wielka gehört heute wie auch Neuendorf in der Zeit vor 1945 zur römisch-katholischen Pfarrei in Heilsberg, heute zum Erzbistum Ermland zugehörig. Evangelischerseits war Neuendorf bis 1945 auch nach Heilsberg in die damalige Pfarrkirche Heilsberg in der Kirchenprovinz Ostpreußen der Kirche der Altpreußischen Union eingegliedert, während das Dorf heute zur Diözese Masuren der Evangelisch-Augsburgischen Kirche in Polen gehört.

## Verkehr
Nowa Wieś Wielka liegt an der polnischen Woiwodschaftsstraße 511 (hier im Abschnitt der einstigen deutschen Reichsstraße 134), die von Lidzbark Warmiński bis an die polnisch-russische Staatsgrenze südlich von Preußisch Eylau (russisch Bagrationowsk, kein Grenzübergang) führt.
Über die Bahnstation Neuendorf-Nerfken (bis 1903: Neuendorf bei Heilsberg, 1945 bis 1947 Narówki, danach Nerwiki genannt) hatte Neuendorf zusammen mit dem Ort Nerfken (heute polnisch Nerwiki) Anschluss an den Bahnverkehr, hier an die Bahnstrecke (Niedersee–) Rothfließ–Zinten (–Königsberg), die heute aber nicht mehr besteht.